# Пятнистый гурами
Пятнистый гурами (Trichopodus  trichopterus) — один из видов лабиринтовых рыб рода Trichopodus. Относится к распространённым аквариумным рыбкам. Пятнистые гурами распространены в водах Малаккского полуострова, Южного Вьетнама и больших островов Индонезии. Обитают в стоячих водоёмах и медленнотекущих речушках.

## Описание

### Окрас
В обычное время пятнистые гурами серебристого цвета со слабо-лиловым отливом и покрыты мало заметными лиловато-серыми поперечными полосками неправильной формы. На боках с каждой стороны расположены по два тёмных пятна, одно у основания хвоста, другое посредине тела. Пятна иногда еле заметны, иногда становятся темнее. Плавники и хвост почти прозрачные, с разбросанными на них бледно-оранжевыми пятнами и красновато-жёлтой каймой на анальном плавнике.
Во время нереста вначале самцы, а потом и самки резко меняются: пятнышки на плавниках окрашиваются в яркие тона, вся рыба делается темнее, полосы на теле становятся почти чёрными. Глаза становятся красными, нижний плавник покрывается яркими оранжевыми пятнами, а кайма принимает цвета радуги. Самка окрашивается почти так же, как самец.

### Тело и плавники
По форме тела и строению плавников рыба напоминает жемчужных гурами, но тело их несколько короче.  Спинной плавник самки округлый; у самца — вытянутый и заострённый .
В природных условиях эти рыбы достигают длины 20 см , в аквариумах — 10—11 см, редко 15 см..

## Содержание

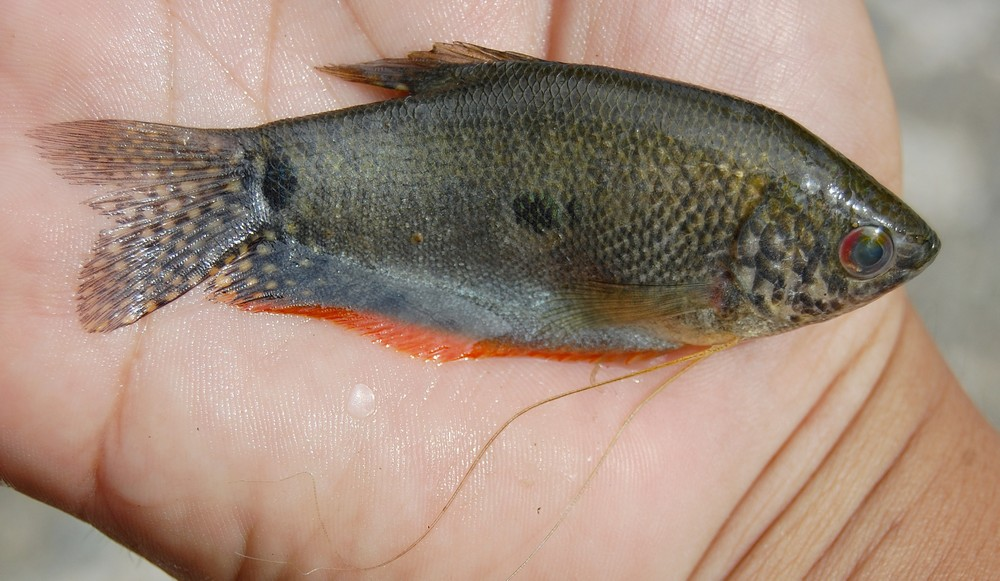
Пятнистый гурами, выловленный в Баньюмас на о. Ява (Центральная Индонезия), 80 мм длиной

В Европу пятнистые гурами впервые завезены в 1896 г., в России разведены в дореволюционное время.
Условия содержания и кормления пятнистых гурами такие же, как и для остальных лабиринтовых рыб.

## Цветовые формы
Пятнистый гурами — исходная, максимально близкая к встречающейся в природе форма трихогастера. Она была единственной доступной с дореволюционных времён и вплоть до второй половины прошлого века. Позже в распоряжении аквариумистов один за другим стали появляться подвиды и различные селекционные формы, отличающиеся более ярким экстерьером. Вплоть до настоящего времени сохраняется некоторый разнобой в названиях этих форм.

## Подвиды
Пятнистый гурами имеет два основных подвида:
- Пятнистый гурами (Trichogaster trichopterus trichopterus, Trichogaster trichopterus «cosbi»)
- Голубой гурами (Trichogaster trichopterus sumatranus).

### Голубой гурами

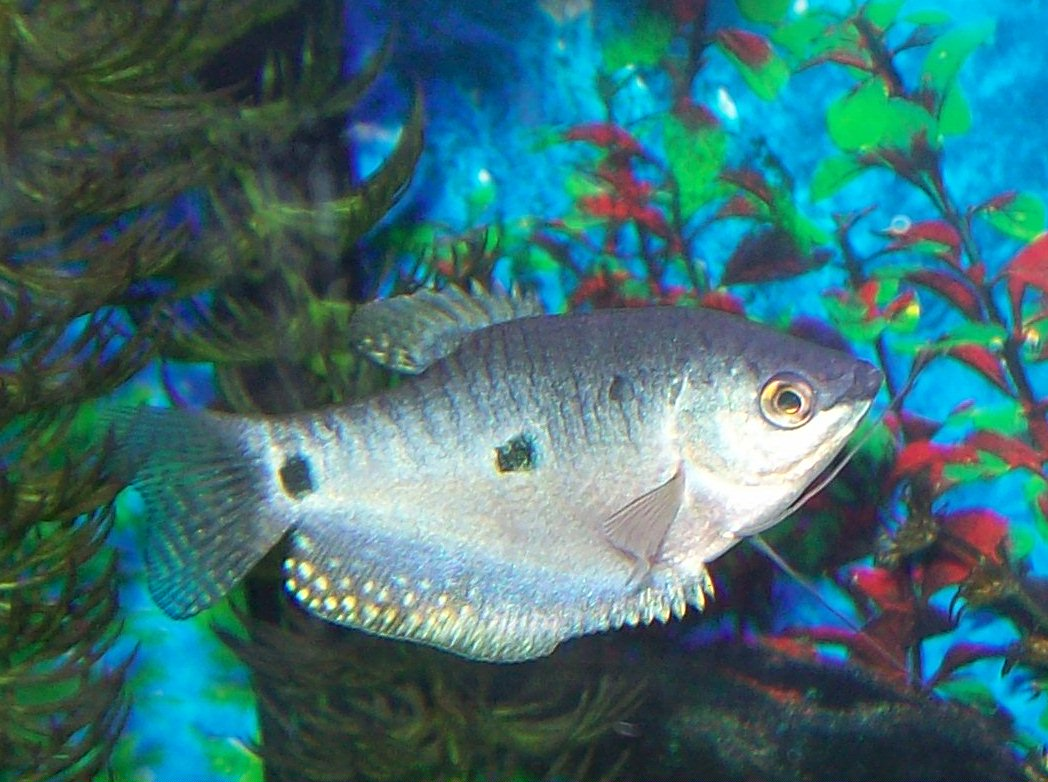
Суматранский голубой гурами

Голубой гурами (Trichogaster trichopterus sumatranus Ladiges) отличается от пятнистого в основном окраской: в отраженном свете рыба голубая. В Европе они известны с 1934 г., в СССР завезён в 1958 г. В природных условиях суматранский гурами достигает 13 см длины, в аквариумах обычно несколько мельче пятнистого гурами.
Условия содержания, кормления и разведения в целом те же, что и для пятнистого гурами, но имеются следующие особенности:
- Во время нереста самец более свиреп и к гнезду заманивает самку не нежными приёмами, как это делает пятнистый гурами, а более бесцеремонно; сильно толкает самку, рвёт ей хвост и нижний плавник, и если аквариум, где происходит нерест, имеет мало растений, то часто самка к концу нереста оказывается настолько избитой, что не может оправиться и погибает.
- Суматранские гурами отличаются большей выносливостью и способностью переносить более низкую температуру.

### Мраморный гурами
Мраморный гурами (Trichogaster trichopterus “cosbi”, Trichogaster trichopterus trichopterus). Мраморные гурами были получены путём скрещивания пятнистых гурами и голубых гурами. Основной фон рыб сине-голубой с более или менее выраженным рисунком, сложенным из хаотично расположенных чёрных волнистых и прямых линий и разводов. Максимальной насыщенности мраморный узор достигает ближе к спинке, область же брюшка у этих гурами практически чистая. Края непарных плавников оторочены тёмной каймой, сами плавники могут быть прозрачными с белыми пятнами или светло-голубыми с белыми пятнами. Грудные плавники прозрачные, брюшные — белые. Глаза красноватые, пятен по бокам тела почти не видно.
Последующая селекция позволила получить экземпляры ярко-голубой, серебристой и металлической окраски основного фона с причудливыми полосками и пятнами на задней части тела, особенно хорошо выраженными у молодых рыб и у взрослых в период нереста. В СССР эти рыбы привезены в 1960 г. под названием «cosbi».

## Гибриды
Путём скрещивания различных видов Trichogaster с пятнистым гурами получены многочисленные цветовые морфы гурами: голубой, золотой, перламутровый и другие.

### Голубой гурами
Имеет ярко-голубой окрас без тёмных полос, но у него хорошо выражены два пятна по бокам тела, четко выделяющиеся на основном фоне. Анальный, спинной и хвостовой плавники прозрачные или голубоватые с некрупными белыми пятнами. Грудные плавники прозрачные, а брюшные (нити) — белого цвета. Глаза у голубого гурами также красноватые.

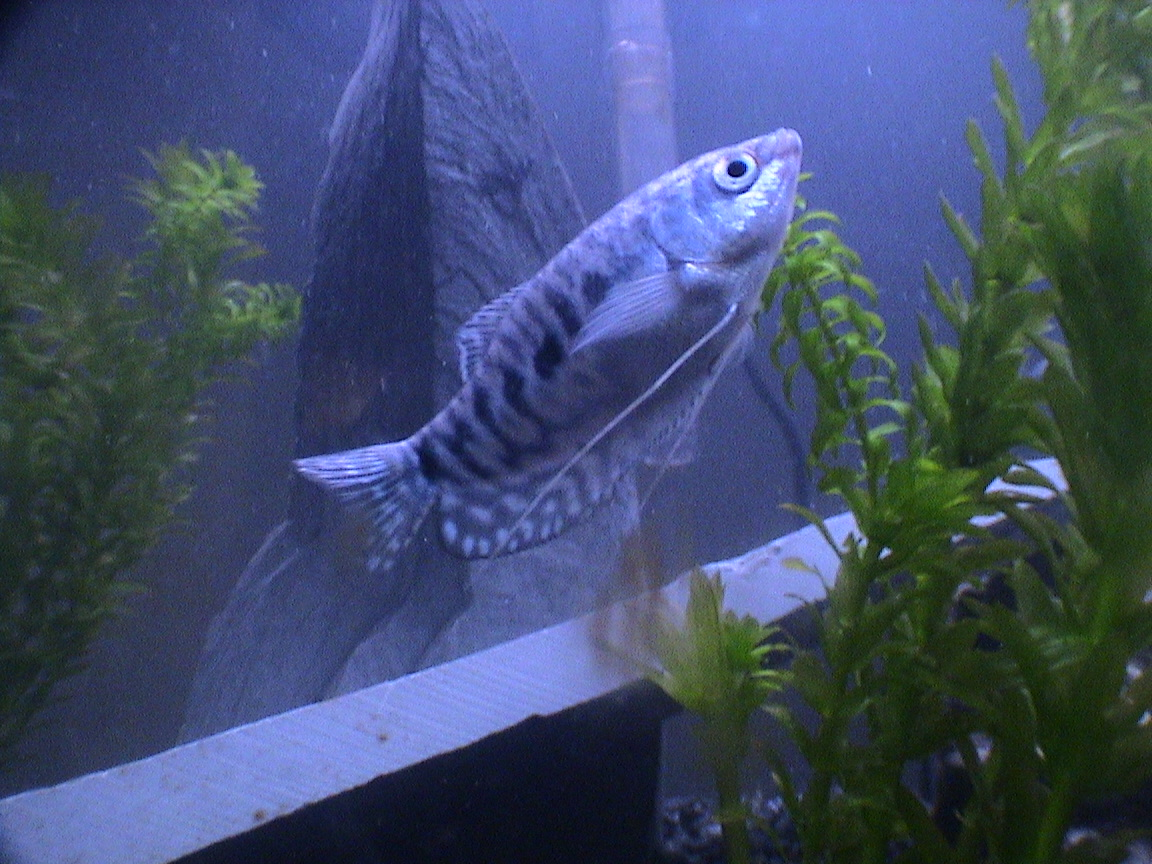
Мраморный гурами

### Золотой гурами
Он же жёлтый, солнечный, древесный, лимонный — под таким названием могут встречаться как особи с ярко выраженными тёмными (почти чёрными) поперечными полосами, так и экземпляры, полностью лишённые какого бы то ни было рисунка. Более тёмных полосатых золотых гурами иногда называют жёлтыми или золотыми, а светлых рыбок без полос и пятен — лимонными. Глаза у них ярко-красные, анальный плавник имеет продольную полосу того же цвета (её размер и яркость с возрастом уменьшаются). Помимо чистой формы, у жёлтого гурами есть и всевозможные промежуточные окрасы.

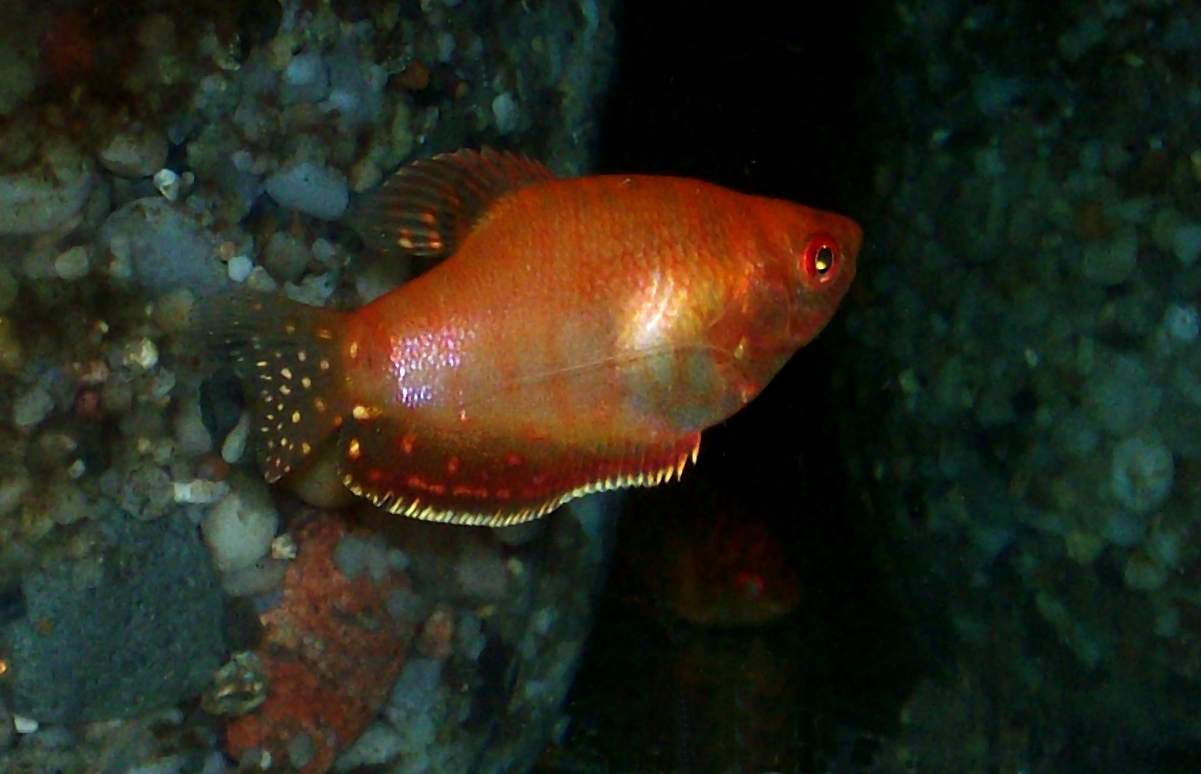
Желто-красный гурами

### Жёлто-красный гурами
Этот морф легко спутать с медовым гурами (Colisa chuna). Внешнее сходство между этими рыбами в возрасте 2-3 месяцев велико. Разница проявляется лишь по мере взросления подростков, к 5-6 месяцам жизни. От золотого гурами этот морф отличается тем, что красная продольная полоса на анальном плавнике у него шире и ярче, с возрастом не бледнеет и к году — полутора не исчезает. В верхней части анального плавника наличествует ряд из 4-5 пятен красного цвета. Черные пятна (особенно центральное) выражены слабо. Вдоль средней линии тянется широкая красноватая полоса, но заметить её на насыщенно-жёлтом теле непросто.

### Тигровый гурами
Он же полосатый гурами. Результат скрещивания мраморного и золотого гурами. Основной цвет вариации темно-песочный с неровными поперечными чёрными полосками. Ясно видны два чёрных пятна по бокам тела. На анальном плавнике желто-зелёная кайма и красная продольная полоса. Основание непарных плавников окрашено как и корпус, края же прозрачные со светло-жёлтыми пятнами, отливающими перламутром. Радужка глаз красная.

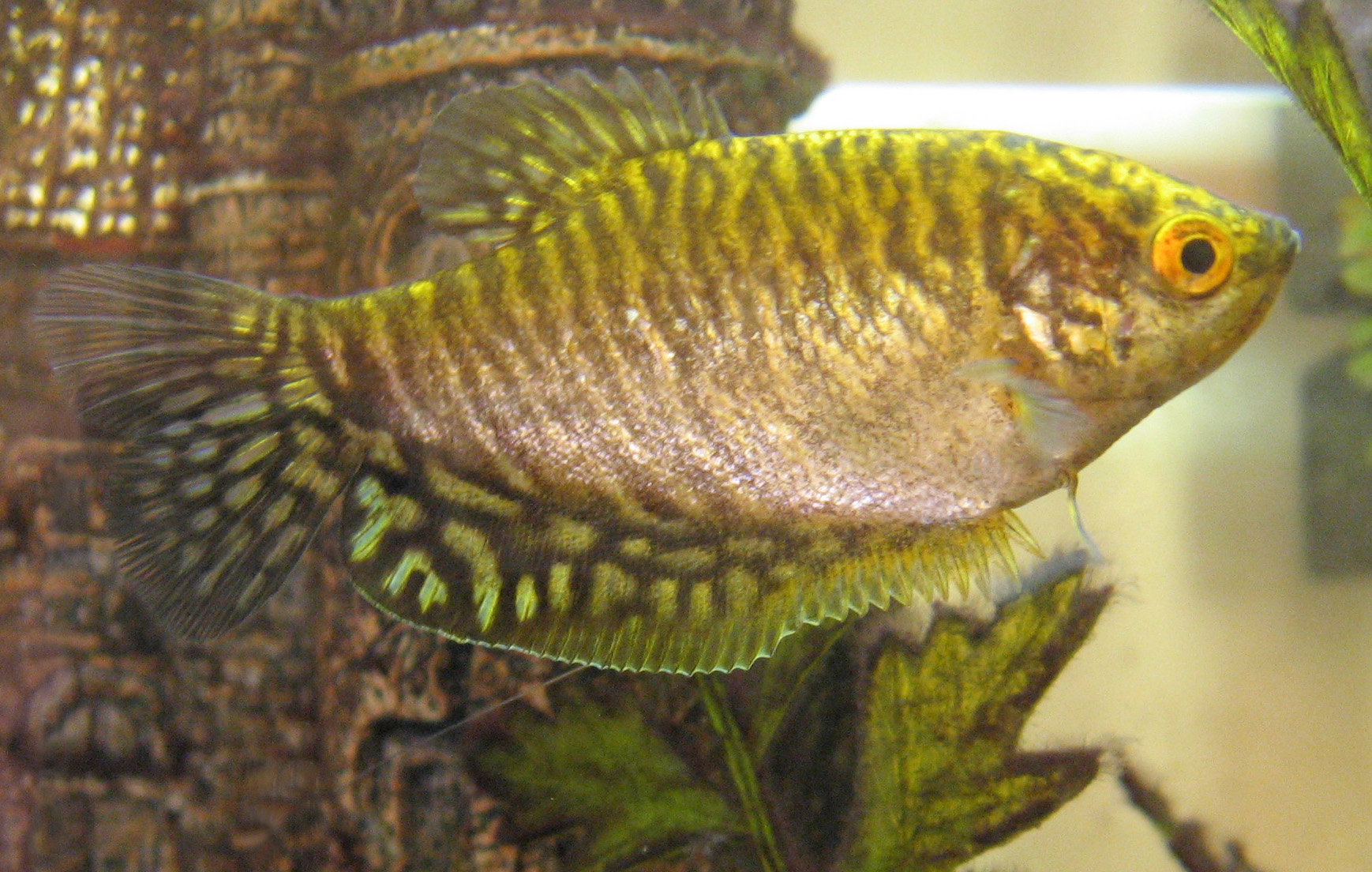
Золотой гурами

### Перламутровый гурами
Он же — кремовый гурами. Основной фон тела желтовато-розовый, пятна на боках выражены слабо, центральное практически незаметно. Поперечные полоски начинаются от гребня спины, они нечеткие, светло-серые с сиреневым отливом. Глаза красноватые. Плавники, кроме грудных (они прозрачные), светлые, обесцвечиваются по направлению от основания к периферии. Хвостовой и анальный плавники отливают зеленоватым цветом.

### Снежный гурами
Иначе белый гурами. В окраске этой вариации доминирует белый цвет. Его оттеняет узор из поперечных сероватых полос, спускающихся со спины к брюшку, но до него не доходящие: они постепенно светлеют и растворяются на общем фоне где-то в районе средней линии. Плавники у снежного гурами почти бесцветные и прозрачные, со слабо видимыми сероватыми пятнами.